# District de Zalaszentgrót
Le district de Zalaszentgrót (en hongrois : Zalaszentgróti járás) est un des 10 districts du comitat de Zala en Hongrie. Il compte 15 518 habitants et rassemble 20 localités : 19 communes et une seule ville dont Zalaszentgrót, son chef-lieu.
Cette entité existait déjà auparavant, jusqu'en 1978.

## Localités
- Batyk
- Döbröce
- Dötk
- Kallósd
- Kehidakustány
- Kisgörbő
- Kisvásárhely
- Mihályfa
- Nagygörbő
- Óhíd
- Pakod
- Szalapa
- Sénye
- Sümegcsehi
- Tekenye
- Türje
- Zalabér
- Zalaszentgrót
- Zalaszentlászló
- Zalavég